# Cuamba

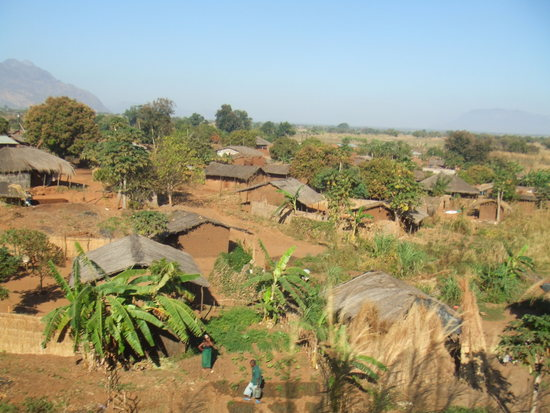
Cuamba

Cuamba är en stad belägen i provinsen Niassa i Moçambique. Sydöst om staden ligger berget Mount Mamuli. Cuamba har flygplatsen Cuamba Airport och en järnvägslinje som går till Nampula. Cuamba har även ett universitet.